# Roscoe (Dakota del Sud)
Roscoe és una població dels Estats Units a l'estat de Dakota del Sud. Segons el cens del 2000 tenia 324 habitants.

## Demografia
Segons el cens del 2000, Roscoe tenia 324 habitants, 145 habitatges, i 82 famílies. La densitat de població era de 266,2 habitants per km².
Dels 145 habitatges en un 25,5% hi vivien nens de menys de 18 anys, en un 51% hi vivien parelles casades, en un 4,1% dones solteres, i en un 42,8% no eren unitats familiars. En el 38,6% dels habitatges hi vivien persones soles el 23,4% de les quals corresponia a persones de 65 anys o més que vivien soles. El nombre mitjà de persones vivint en cada habitatge era de 2,23 i el nombre mitjà de persones que vivien en cada família era de 3,07.
Per edats la població es repartia de la següent manera: un 27,5% tenia menys de 18 anys, un 4,6% entre 18 i 24, un 24,7% entre 25 i 44, un 15,4% de 45 a 60 i un 27,8% 65 anys o més.
L'edat mediana era de 40 anys. Per cada 100 dones de 18 o més anys hi havia 92,6 homes.
La renda mediana per habitatge era de 24.875 $ i la renda mediana per família de 36.250 $. Els homes tenien una renda mediana de 27.500 $ mentre que les dones 13.056 $. La renda per capita de la població era de 16.451 $. Entorn del 2,9% de les famílies i el 8,9% de la població estaven per davall del llindar de pobresa.

## Poblacions més properes
El següent diagrama mostra les poblacions més properes.